# Башары (Могилёвская область)
Башары (бел. Башары) — деревня в Мстиславском районе Могилёвской области Белоруссии. Входит в состав Ракшинского сельсовета.

## География
Деревня находится в северо-восточной части Могилёвской области, в пределах Оршанско-Могилёвской равнины, на берегах реки Бобровки, при автодороге Р96, на расстоянии примерно 26 километров (по прямой) к западу от Мстиславля, административного центра района. Абсолютная высота — 198 метров над уровнем моря.

## История
В конце XVIII века деревня входила в состав Мстиславского воеводства Великого княжества Литовского.
Согласно «Списку населенных мест Могилёвской губернии» 1910 года издания населённый пункт входил в состав Раковщинского сельского общества Ряснянской волости Чаусского уезда Могилёвской губернии. Имелось 17 дворов и проживало 93 человека (46 мужчин и 47 женщин).

## Население
По данным переписи 2009 года, в деревне проживало 15 человек.